# Resolutie 1871 Veiligheidsraad Verenigde Naties
Resolutie 1871 van de Veiligheidsraad van de Verenigde Naties werd unaniem door de VN-Veiligheidsraad aangenomen op 30 april 2009 en verlengde de VN-missie in de Westelijke Sahara met een jaar.

## Achtergrond
Begin jaren 1970 ontstond een conflict tussen Spanje, Marokko, Mauritanië en de Westelijke Sahara zelf over de Westelijke Sahara, een gebied dat dat tot dan in Spaanse handen was. Marokko legitimeerde zijn aanspraak op basis van historische banden met het gebied. Nadat Spanje het gebied opgaf bezette Marokko er twee derde van. Het land is nog steeds in conflict met Polisario dat met steun van Algerije de onafhankelijkheid blijft nastreven. Begin jaren 1990 kwam een plan op tafel om de bevolking van de Westelijke Sahara via een volksraadpleging zelf te laten beslissen over de toekomst van het land. Het was de taak van de VN-missie MINURSO om dat referendum op poten te zetten. Het plan strandde later echter door aanhoudende onenigheid tussen de beide partijen waardoor ook de missie nog steeds ter plaatse is.

## Inhoud

### Waarnemingen
De partijen in de Westelijke Sahara en de landen in de regio werden opnieuw opgeroepen om te blijven samenwerken teneinde de impasse te doorbreken en een politieke oplossing te vinden. De inspanningen die Marokko op dat vlak leverde werden verwelkomd.
Het behouden van het status quo zou niet worden aanvaard als resultaat van onderhandelingen die anders een positieve invloed zouden hebben op de levenskwaliteit van de bevolking in de Westelijke Sahara.

### Handelingen
Het militaire akkoord dat met MINURSO was bereikt inzake het staakt-het-vuren moest worden gerespecteerd. De partijen werden voorts opgeroepen politieke wil te tonen en intensief te gaan onderhandelen.
MINURSO's mandaat werd in de tussentijd wederom verlengd, tot 30 april 2010.

## Verwante resoluties
- Resolutie 1783 Veiligheidsraad Verenigde Naties (2007)
- Resolutie 1813 Veiligheidsraad Verenigde Naties (2008)
- Resolutie 1920 Veiligheidsraad Verenigde Naties (2010)
- Resolutie 1979 Veiligheidsraad Verenigde Naties (2011)

Lijst ·  1860 ·  1861 ·  1862 ·  1863 ·  1864 ·  1865 ·  1866 ·  1867 ·  1868 ·  1869 ·  1870 ·  1871 ·  1872 ·  1873 ·  1874 ·  1875 ·  1876 ·  1877 ·  1878 ·  1879 ·  1880 ·  1881 ·  1882 ·  1883 ·  1884 ·  1885 ·  1886 ·  1887 ·  1888 ·  1889 ·  1890 ·  1891 ·  1892 ·  1893 ·  1894 ·  1895 ·  1896 ·  1897 ·  1898 ·  1899 ·  1900 ·  1901 ·  1902 ·  1903 ·  1904 ·  1905 ·  1906 ·  1907